# أنا (فلم)
أنا فيلم مصري إنتاج عام 1985 بطولة ليلى علوي، فريد شوقي ، مديحة كامل ،ومن إخراج أحمد السبعاوي .

## قصة الفيلم
لطفى ابوزيد (فريد شوقي)ورث مدرسة ابتدائية ومنزلا متهالكين وشقيق عمره عامان، في حى فقير، فكافح لتربية شقيقه شريف حتى كبر (ممدوح عبد العليم) وعمل مأمورا بالجمرك بمرتب سبعون جنيها، وكافح من اجل المدرسة لنشر رسالة التعليم للأجيال الجديدة، وتعرضت المدرسة للإزالة بسبب تهالكها والخوف من سقوطها على التلاميذ، وسعى لطفى لتنكيسها، غير انه لا يمتلك مصاريف التنكيس، وخاف شيكو (سيد زيان) صاحب المكتبة من سقوط المدرسة على التلاميذ فيتوقف حال المكتبة التى تعتمد بالكاد على تلاميذ المدرسة، فأهل الحارة لايقرأون الكتب، كما أنه يتنازع مع شريف ابو زيد على حب البنت فردوس (ليلى علوى) التى تعمل في محل الحلوانى الذى ورثته عن والدها، وتعيش الآن وحيدة مع امها (ناديه عزت) ولكن فردوس تحب شريف، وتفضله امها لأنه موظف حكومى، ويثور شيكو على وضعه المادى ويفكر في الرقى بمستواه المادى بعيدا عن الكتب ويغير النشاط ليفتتح محل كشرى يدر عليه دخلا كبيرا. فهمى بيه (عبد الغنى ناصر) مستثمر يستغل القوانين الجديدة التى تعفيه من الضرائب عددا من السنين، بإقامة مشاريع تنتهى مدة صلاحيتها بإنتهاء فترة الإعفاء، ولايكتفى بذلك، ولكنه بالتعاون مع مدير مكتبه سعيد بيه (حسين الشربينى) يجلبون المخدرات والألماظ من الخارج مستعينين بالفتاة المسكينة، أمنية (مديحه كامل) والتى تزوجت امها وسافرت للخارج مع زوجها وتركتها تعيش مع خالتها كخادمة، ثم طردها للشارع زوج خالتها، ليتلقفها فهمى بيه ويحولها الى مونى هانم تساعده في التهريب، ويلجأ إليها للإيقاع بمأمور الجمرك شريف ابو زيد الذى يعطل له مصالحه بالجمرك، فتغريه بترك الوظيفة والعمل لدى فهمى بيه بمرتب ٣٠٠ جنيه في الشهر، يفرح بهم اخيه لطفى، ليتمكن من تنكيس المدرسة والمنزل، ولما إرتفع مرتب شريف إلى ٥٠٠ جنيه تولت مونى إجباره على إنفاقهم في يوم واحد، بإلقاء شباكها حوله ليقع في براثن مفاتنها ويمارس الرذيلة معها ويدخل دنيا لم تتح له بيئته دخولها من قبل، ويشعر بحاجته للمال، وينسى حبيبته فردوس التى خطبها، ويبتعد عنها فتعيد له شبكته فاسخة للخطبة، ويسافر مع مونى لليونان في رحلة عمل ورغم انه لاحظ ان حقائبه وملابسه قد عبث بها، إلا أنه تغاضى عن الامر لحبه لمونى من جهة ولحاجته للمال من جهة اخرى، وانهارت المدرسة، وفشل لطفى بإعادة بناءها، ورفض شريف مساعدته لأنه إقتنع برأى مونى في بناء ابراج سكنية مكانها، وتزوج من مونى التى استطاعت بمعارفها من الحصول على قرض من البنك لبناء الأبراج بضمان الارض فلما رفض لطفى ادخلوه مستشفى المجانين، وصارح شريف زوجته بعلمه بكل عمليات التهريب وإتفقوا على ابلاغ البوليس، في نفس الوقت الذى فكر فيه فهمى وسعيد بالإيقاع بمونى وشريف بالإبلاغ عنهم في آخر عملية جلب مخدرات، لكن البوليس قبض على فهمى وسعيد، وحاول الطبيب (احمد عبد القادر) اخراج لطفى من المستشفى، ولكنه رفض وفضل المكوث بالمستشفى ليمحو أمية النزلاء. (أنا)

## طاقم التمثيل
| - فريد شوقي: الأستاذ لطفي أبزيد - مديحة كامل: أمنيه/ موني - ليلى علوي: فردوس - ممدوح عبد العليم: الاستاذ شريف ابو زيد | - سيد زيان: شيكو - حسين الشربيني: سعيد بيه - محيي الدين عبد المحسن: المعلم مدبولي - نادية عزت: ام فردوس | - عبد الغني ناصر: فهمي - لمياء الأمير - عبد الله مشرف: استاذ علي - نبوية شعبان: احدى نساء الحارة | - مصطفى كمال: معلم عثمان - صلاح خليفة: حسن - حسين الشريف - أحمد عبد القادر | - عزت عبد الجواد - أشرف طلبة: مفتش المباحث - قاسم الدالي: القهوجي - رشاد فرج | - عمرو عبداللطيف - توفيق الكردي - عنايات صالح |

## طقم عمل
| - إخراج : سمير حافظ - سيناريو وحوار:- عايد الرباط. - مدحت الشريف: منتج - إبراهيم المشنب: منتج منفذ - حسام سيف النصر: مدير الإنتاج - شريف شعبان: إدارة الإنتاج - محمد رسمي: إدارة الإنتاج - جميل عزيز: مهندس الصوت - عباس بسيوني: مسجل الحوار - سيد رحيم: مساعد الصوت - إبراهيم طاهر: مساعد الصوت | - محمد سليمان: مساعد الصوت - أحمد السبعاوي: مخرج - فوزي علي: مساعد مخرج أول - إبراهيم فتحي: مساعد مخرج ثان - محمد الكيلاني: كلاكيت - فكري رستم: مونتير - عادل رستم: مساعد مونتير - طلعت فيظي: مركب الفيلم - ليلى فهمي: نيجاتيف - شركة ترايتل العالمية: موزع خارجي - هليوبوليس (فيديو فيلم: موزع فيديو | - تاميدو للإنتاج والتوزيع السينمائي (مدحت الشريف): موزع داخلي - مصر للإستوديوهات والإنتاج السينمائي (مصر للاستوديوهات): الطبع والتحميض - سعد عبدالرحمن: رئيس قطاع المعامل - صلاح عبدالحليم: مدير معمل مدينة السينما - ماهر عبدالنور: مهندس الديكور - عبدالله رجب: منفذ الديكور - ناجي ظريف: إكسسوار - رمضان إمام: ماكيير - إمام رمضان: ماكيير - مايكل وهبه: مصفف الشعر | - مديحة عقل: الملابس - صلاح عباس: الملابس - محمد بكر: مصور فوتوغرافيا - محمد جوهر: مصور فوتوغرافيا - سمير بهزان: مساعد مصور - إبراهيم صالح: مدير التصوير - عايد الرباط: قصة وسيناريو وحوار - حسن أبو السعود: موسيقى تصويرية - تركي الهواري: ريجيسير - الشحري: العناوين |

## وصلات خارجية
- مقالات تستعمل روابط فنية بلا صلة مع ويكي بيانات
- أنا على موقع الدهليز